# Большое Мартово
Большое Ма́ртово — село в Павловском районе Нижегородской области. Входит в состав Калининского сельсовета.

## География
Деревня расположена в лесной местности на северо-востоке Мещёрской низменности на реке Кишма, вблизи Мартовского озера, при автодороге 22К-0125.

## Население
| 2002 | 2010 |
| ---- | ---- |
| 94   | ↘53  |

## Инфраструктура
Личное подсобное хозяйство с зоной сельскохозяйственного использования, индивидуальная застройка усадебного типа.
Основа экономики — сельское хозяйство.
Комплектная трансформаторная подстанция № 2367А обеспечивает электроэнергией село.

## Достопримечательности
Мемориал Великой Отечественной войны

## Транспорт
Село доступно автотранспортом.